# 马皮米洼地
马皮米洼地（西班牙語：Bolsón de Mapimí）也称马皮米盆地，是墨西哥北部的一个封闭的洼地，位于干燥的北部高原（Mesa del Norte，墨西哥高原的一部分）地区，平均海拔900米，面积12.95万平方公里。通过灌溉，本地区可以生产棉花、小麦和紫苜蓿。主要城市有戈麦斯帕拉西奥，托雷翁，圣佩德罗－德拉斯科洛尼亚斯等。